# Мазэзерс (озеро, Мазсалацский край)
Мазэзерс (устар. Уте, Маз эзерс; латыш. Mazezers, Ramatas Mazezers, Mazjervs) — дистрофное озеро на севере Латвии возле границы с Эстонией. Располагается на территории Раматской волости Мазсалацского края. Относится к бассейну Салацы.
Озеро Мазэзерс находится на высоте 56,99 м над уровнем моря в верховом болоте Саклаура. Длина озера — 0,85 км, максимальная ширина — 0,35 км. Площадь водной поверхности — 23 га (по другим данным — 22 га). Наибольшая глубина — 3,2 м. Берега торфянистые, низкие. С южной стороны из озера вытекает река Пигеле, впадающая в Салацу.